# Anthony Hodgins
Anthony Hodgins (* 16. Juni 1955) ist ein ehemaliger australischer Sprinter.
Beim Leichtathletik-Weltcup 1977 in Düsseldorf wurde er Sechster mit der ozeanischen Mannschaft in der 4-mal-400-Meter-Staffel.
Seine persönliche Bestzeit über 400 Meter von 46,7 s stellte er am 21. Februar 1976 auf.